# Ганземан, Давид (политик)
Давид Ганземан (Ханземан) (нем. David Hansemann; 12 июля 1790, Финкенвердер, ныне в составе Гамбурга — 4 августа 1864, Шлангенбад) — немецкий государственный и политический деятель, один из вождей буржуазного либерализма в Пруссии в 30-40-е годы XIX столетия, крупный предприниматель и банкир.

## Биография
Родился в семье протестантского священника. В 20-е годы XIX века возглавил одно из крупнейших промышленных предприятий Ахена. В 1831 и 1840 годах неоднократно обращался к королю Пруссии Фридриху Вильгельму III с докладными записками, в которых излагал свои предложения по проведению в стране политических и экономических реформ. В своих выступлениях перед революцией 1848—1849 годов конкретно сформулировал программу немецких либералов: созыв общепрусского представительного собрания (рейхстага), усиление и расширение Германского таможенного союза, уничтожение вотчинной юстиции и других привилегий прусского юнкерства.
Целью Ганземана было создание в Пруссии развитого промышленного государства, а политическим идеалом в Европе — Июльская монархия во Франции, руководящие посты в управлении которой принадлежали крупной торгово-промышленной буржуазии. Во время революции в Германии, в марте-июне 1848 года Ганземан становится министром финансов в прусском либеральном правительстве. После поражения революции был отправлен в отставку и отошёл от политической деятельности.
В своей предпринимательской деятельности Ганземан известен поддержкой и финансированием проектов по строительству сети железных дорог в Германии (в том числе Aхен-Нойс-Дюссельдорфской железнодорожной компании), а также созданием крупных страховых обществ. Ганземан также был основателем в 1851 году крупнейшего финансового учреждения Пруссии — Берлинского учётного банка.
Был изображен на банкноте 50 рейхсмарок 1933 года.

## Сочинения
- Die Eisenbahnen und deren Aktionäre in ihrem Verhältnisse zum Staat, Leipzig-Halle 1837
- Die deutsche Verfassung vom 28 März 1849, Berlin 1849.